# ۲.۴۳: تیم والیبال پسران دبیرستان سیین
۲٫۴۳: تیم والیبال پسران دبیرستان سیین (ژاپنی: ۲٫۴۳ 清陰高校男子バレー部 هپبورن: Nī Ten Yonsan Seiin Kōkō Danshi Barē-bu) یک مجموعه لایت ناول ژاپنی دربارهٔ والیبال به نویسندگی یوکاکو کابی و تصویرگری آیجی یاماکاواست. شوئیشا پنج جلد از این رمان را از مارس ۲۰۱۵ منتشر کرد. یاماکاوا یک نسخه مانگا از روی رمان طراحی کرد که در مجله کوکوهانا از ژوئیه تا سپتامبر ۲۰۱۸ منتشر شد. یک مجموعه انیمه تلویزیونی توسط دیوید پروداکشن تولید شد که از ژانویه تا مارس ۲۰۲۱ پخش شد.
«۲٫۴۳» به ارتفاع تور والیبال برای مردان اشاره دارد که دو متر و ۴۳ سانتی‌متر است.
این انیمه در ایران، با عنوان «دو متر و چهل و سه» از شبکه امید پخش شد.